# 벤츄리 (기업)
벤츄리(Venturi)는 모나코에 위치한 자동차 제조사이다. 1984년 프랑스의 엔지니어 Claude Poiraud와 Gérard Godfroy가 MVS(Manufacture de Voitures de Sport)라는 사명으로 설립했다. 설립 당시 목적은 GT카 시장에서 경쟁하는 것이다. 파셀 베가, 모니카, Ligier의 발자취를 따라 전후 프랑스에서 스포티 럭셔리카를 생산하는 근래의 유일한 시도였다.
2000년, 길도 팔랑카 패스터가 벤츄리를 인수하였고 전기 자동차에 집중하기로 결정했다. 이 방향 변화로 인해 세계 최초의 전기 스포츠카 벤츄리 페티쉬의 한정 생산으로 이어졌다.

### 공식
- Brand Website
- Designer Website
- Owners club Website